# 卡洛斯·路易斯·德·波旁
卡洛斯·路易斯·玛利亚·费尔南多·德·波旁-布拉干萨（Carlos Luís Maria Fernando de Borbón y Braganza，1818年1月31日—1861年1月13日），出生于马德里。西班牙王室成员，蒙特莫林伯爵。是西班牙國王卡洛斯四世的长孙。卡洛斯主義者承認的西班牙國王卡洛斯六世（Carlos VI ）。